# 伍禮騫
伍禮騫（英語：Thomas Ng Lai Hin，1991年9月4日—），香港男演員、模特兒及健身教練，曾是《2016年度香港先生選舉》參賽者，現為無綫電視基本藝人合約藝員。

## 簡歷
伍禮騫有一位兄長，九歲時獨自前往英國唸書和生活，曾就讀伍爾弗漢普頓寄宿學校泰滕豪學院（Tettenhall College），二十歲才回流香港報讀由嶺南大學持續進修學院及威爾士大學合辦的心理學系銜接學士課程（2015年12月畢業）。他在英國求學期間經常打欖球，曾是田徑隊代表，亦為了有更好身形與表現而開始接觸健身運動，之後更考獲國際康體專才培訓學院健身教練牌，並從事私人健身教練工作；2015年涉足演藝圈初期當過全職模特兒和特約演員，曾拍攝過不少電視廣告及電影。2016年6月，自小喜歡看電視的他嘗試參加《香港先生選舉》且成功晉級最後十強，落敗後選擇加入無綫電視，也於同年底入讀為期3個月的演藝進修班；2017年正式成為五年基本藝人合約藝員。
伍禮騫於2017年10月在處境劇《愛·回家之開心速遞》中，飾演大學生惡霸「辛子丹」與「辛子雙」而漸讓人認識；後來因時間難以遷就便放棄兼職健身教練，專注做藝人和將演戲當作興趣發展。2020年5月底，他聯署支持全國人民代表大會推動「港區國安法」，2021年6月在《明星運動會》內參加多個項目，並獲稱為「體能怪物」和奪得多面獎牌。

## 演出作品

### 電視劇
| 首播                        | 劇名                  | 角色                                          |
| 無綫電視                    |                       |                                               |
| 2017年                      | 踩過界                | 蒲 客（第3、4、22集）                         |
| 2017年                      | 踩過界                | 大學舊生（第6集）                             |
| 2017年                      | 老表，畢業喇！        | 大快田侍應（第16、26、30集）                  |
| 2017年                      | 誇世代                | 投資銀行家                                    |
| 2017年                      | 溏心風暴3             | Charles                                       |
| 2017年至今                  | 愛·回家之開心速遞     | 侍 應（第95集）                               |
| 2017年至今                  | 愛·回家之開心速遞     | 辛子丹（第168 - 974集、第1101、1134、1366集） |
| 2017年至今                  | 愛·回家之開心速遞     | 辛子雙（第1002 - 1252集）                     |
| 2018年                      | 果欄中的江湖大嫂      | 壯 男（第6集）                                |
| 2018年                      | 棟仁的時光            | 貴 客（第12集）                               |
| 2018年                      | 宮心計2深宮計         | 羽林軍                                        |
| 2018年                      | BB來了                | 李冠儀保鑣（第15集）                          |
| 2018年                      | 跳躍生命線            | 馮進新                                        |
| 2018年                      | 兄弟                  | 田志光（第4、13集）                           |
| 2018年                      | 是咁的，法官閣下      | 董丹橋朋友（第20集）                          |
| 2019年                      | 福爾摩師奶            | 炳（第5集起）                                 |
| 2019年                      | 鐵探                  | 歐志騫                                        |
| 2019年                      | 婚姻合伙人            | 「千秋置業」經紀                              |
| 2019年                      | 婚姻合伙人            | 沙灘情侶（第13集）                            |
| 2019年                      | 白色強人              | 醫科生（第7集）                               |
| 2019年                      | 好日子                | 王秉彬（第14集）                              |
| 2019年                      | 十二傳說              | 情 侶（第3集）                                |
| 2019年                      | 她她她的少女時代      | 林若藍朋友（第2、9集）                        |
| 2019年                      | 街坊財爺              | 戴元寶手下（第19 - 21集）                     |
| 2019年                      | 解決師                | 喪昇手下（第6集）                             |
| 2019年                      | 牛下女高音            | 神秘人（第15集）                              |
| 2019年                      | 丫鬟大聯盟            | 大隻男（第1集）                               |
| 2019年                      | 丫鬟大聯盟            | 參賽者（第2集）                               |
| 2019年                      | 丫鬟大聯盟            | 官 兵（第9集）                                |
| 2020年                      | 大醬園                | 鄒潤發                                        |
| 2020年                      | 機場特警              | 學 員                                         |
| 2020年                      | 殺手                  | 施成德（第11、13、22、29 - 30集）             |
| 2020年                      | 迷網                  | Jimmy 手下（第12、14、20、22、25集）          |
| 2020年                      | 反黑路人甲            | 堅手下                                        |
| 2020年                      | 過街英雄              | 向 東（第5集）                                |
| 2020年                      | C9特工                | A5 手下（第15、16集）                         |
| 2020年                      | 木棘証人              | 古惑仔（第10集）                              |
| 2020年                      | 使徒行者3             | 雞 腎                                         |
| 2020年                      | 踩過界II              | 軍裝警察                                      |
| 2021年                      | 陀槍師姐2021          | 色 魔（第5、6集）                             |
| 2021年                      | 大步走                | 創奇學員（第1集）                             |
| 2021年                      | 愛美麗狂想曲          | 結他手（第4集）                               |
| 2021年                      | 愛美麗狂想曲          | 藍天保鑣（第21集）                            |
| 2021年                      | 伙記辦大事            | 要員保護組警員（第1集）                       |
| 2021年                      | 伙記辦大事            | 司 機（第29集）                               |
| 2021年                      | 逆天奇案              | 毒 男（第20集）                               |
| 2021年                      | 一笑渡凡間            | 侍 衛（第15、16集）                           |
| 2021年                      | 寶寶大過天            | 導 師（第16集）                               |
| 2021年                      | 七公主                | 乘 客（第5集）                                |
| 2021年                      | 七公主                | 法庭書記（第24 - 26集）                       |
| 2021年                      | 我家無難事            | Coco 男友（第3、13集）                        |
| 2021年                      | 把關者們              | 海關關員                                      |
| 2021年                      | 換命真相              | 客 人（第3集）                                |
| 2021年                      | 換命真相              | 健身室職員（第16集）                          |
| 2021年                      | 拳王                  | 崔 潤                                         |
| 2021年                      | 拳王                  | 觀 眾（第11集）                               |
| 2021年                      | 異搜店                | 手 下（第5集）                                |
| 2022年                      | 鐵拳英雄              | 小混混（第22集）                              |
| 2022年                      | 鐵拳英雄              | 趙紅花手下（第23集）                          |
| 2022年                      | 金宵大廈2             | 豪 強                                         |
| 2022年                      | 雙生陌生人            | Nick（第3集）                                 |
| 2022年                      | 廉政行動2022          | 小混混（第3集）                               |
| 2022年                      | 十八年後的終極告白2.0 | 彪手下（第15集）                              |
| 2022年                      | 回歸光影頌: 我的驕傲  | 升旗手                                        |
| 2022年                      | 回歸                  | 警 員（第12集）                               |
| 2022年                      | 白色強人II            | 消防隊隊員（第8、13、14集）                   |
| 2022年                      | 黯夜守護者            | 斑手下（第20集）                              |
| 2022年                      | 超能使者              | 刑事偵緝探員（第9、23、25集）                 |
| 2022年                      | 輕·功                 | 輝朋友（第6集）                               |
| 2022年                      | 輕·功                 | 年輕人（第15集）                              |
| 2023年                      | 有種好男人            | 友 人（第13集）                               |
| 2023年                      | 新四十二章            | 壯 漢（第3集）                                |
| 2023年                      | 隱形戰隊              | 高 陞                                         |
| 2023年                      | 靈戲逼人              | 攝影師（第5集）                               |
| 2023年                      | 破毒強人              | 行動支援組警員                                |
| 2025年                      | 富貴千團              | 律師男（第2集）                               |
| 2025年                      | 奪命提示              | 僱傭兵                                        |
| 2025年                      | 虛擬情人              | 曾俊賢                                        |
| 邵氏兄弟                    |                       |                                               |
| 2018年                      | 飛虎之潛行極戰        | 李國龍                                        |
| 2022年                      | 飛虎3壯志英雄         | 拜瑞集團公關（第18集）                        |
| 優酷                        |                       |                                               |
| 2019年                      | PTU機動部隊           | 大 舊                                         |
| See See TVB                 |                       |                                               |
| 2019年                      | 我們與合格的距離      | 男同學                                        |
| 騰訊視頻、優酷、愛奇藝、Viu |                       |                                               |
| 2020年                      | 戰毒                  | Rocky                                         |

### 綜藝節目
| 首播     | 節目名                         | 備註                                                       |
| 無綫電視 |                                |                                                            |
| 2016年   | myTV SUPER呈獻：萬千星輝放暑假 | 演出嘉賓                                                   |
| 2016年   | 今日VIP                        | 9月9日嘉賓                                                 |
| 2016年   | 2016年香港先生選舉總決賽       | 進入前十強                                                 |
| 2016年   | 星光熠熠耀保良                 | 嘉賓                                                       |
| 2016年   | 跳躍飛騰TVB邁向50周年          | 演出                                                       |
| 2016年   | 萬千星輝賀台慶                 | 演出嘉賓                                                   |
| 2016年   | 歡樂滿東華                     | 演出嘉賓                                                   |
| 2016年   | 2017 TVB節目巡禮星光晚宴       | 嘉賓                                                       |
| 2017年   | 最緊要好玩                     | 固定演員                                                   |
| 2017年   | 流行經典50強                   | 演出                                                       |
| 2017年   | 萬眾同心公益金                 | 演出                                                       |
| 2017年   | 群星拱照Big Big Channel        | 嘉賓                                                       |
| 2017年   | 最緊要好好玩 消暑版            | 演出                                                       |
| 2017年   | 終極街頭魔法王                 | 演出第6集                                                  |
| 2017年   | 2017 TVB節目巡禮星光晚宴       | 嘉賓                                                       |
| 2017年   | 萬千星輝賀台慶                 | 演出嘉賓                                                   |
| 2017年   | 歡樂滿東華                     | 演出嘉賓                                                   |
| 2018年   | Ben Sir睇樓團                  | 第二輯；演出第5集                                          |
| 2018年   | big big channel大公司周年慶    | 演出                                                       |
| 2018年   | TVB 50+1再出發節目巡禮2019     | 嘉賓                                                       |
| 2018年   | 萬千星輝賀台慶                 | 演出嘉賓                                                   |
| 2019年   | 善心滿東華2019                 | 演出嘉賓                                                   |
| 2021年   | 明星運動會                     | 演出羽毛球、5人籃球、乒乓球、7人足球、鉛球、標槍、鉄餅項目 |
| 2021年   | 全城迎奧運                     | 演出嘉賓                                                   |

### 電影
| 首映   | 電影名           | 角色         |
| 2013年 | 北京遇上西雅圖   |              |
| 2015年 | 賭城風雲II       | 偉哥保鏢     |
| 2016年 | 鴨王2            |              |
| 2016年 | 賭城風雲III      | 監獄犯人     |
| 2017年 | 毒。誡           | 掃毒組組員   |
| 2017年 | 拆彈專家         | 僱傭兵       |
| 2019年 | 你咪理，我愛你！ | 健身室大隻佬 |
| 2021年 | 反飆車行動       | Jason        |

### 微電影
- 2016年：香港青年協會青年違法防治中心預防賭博互動短片《抉·擇》

### 音樂錄像
- 2017年：黃煦珽《女神BB》[21]

### 廣告
| 年份   | 產品                                             |
| 2015年 | 大都會人壽「Go Goal Life」                       |
| 2015年 | 新鴻基地產                                       |
| 2015年 | 藍妹啤酒「開心Share祭」                          |
| 2015年 | 位元堂「雙層潤喉軟糖」                           |
| 2015年 | 安盛                                             |
| 2017年 | 星展銀行「Wy "Live More"！？」                   |
| 2018年 | 向日葵纖體美容「瘦之大學 - #iammBossLady」       |
| 2018年 | 港鐵「機場快綫20年快樂說不盡」                   |
| 2019年 | 積金CHANNEL「超級英雄都係 Slashie 之繼承者現身」 |
| 2021年 | 意維能（香港）「益能躍動、益能補充、益能再生」   |

## 書籍
| 日期                   | 作品名   | 國際書號           |
| 紅出版集團（青森文化） |          |                    |
| 2013年7月3日           | 香港男生 | ISBN 9789888223497 |

## 外部連結
- 伍禮騫的Facebook專頁
- 伍禮騫的Instagram帳戶
- 伍禮鶱 Thomas Ng 國際後援會的Instagram帳戶
- 伍禮騫在香港影庫上的簡介
- 2016香港先生選舉檔案 - 8. 伍禮騫（页面存档备份，存于）
- Hello! Model! Online 模特兒公開資訊平台 --- 伍禮騫（页面存档备份，存于）